# Il console onorario (film)
Il console onorario (The Honorary Consul) è un film del 1983 diretto da John Mackenzie, tratto dal romanzo omonimo di Graham Greene.

## Trama
Il medico Eduardo Plarr, un uomo di sangue metà inglese e metà latinoamericano, lascia la sua casa in cerca di una vita migliore in Sudamerica. Lungo la strada incontra una serie di persone, tra cui il console britannico Charley Fortnum e Clara. Il medico si innamora subito della ragazza, ma c'è un problema: Clara è la moglie di Charley.

## Produzione
Il film è prodotto da Norma Heyman, e fu la prima volta che una donna britannica produsse interamente da sola un lungometraggio.
Le riprese vennero effettuate in Messico, a Città del Messico, a Veracruz e a Shepperton, nella contea del Surrey in Inghilterra.

## Accoglienza
Il film non ebbe un gran successo al botteghino internazionale. Infatti, con un budget di 8 milioni di dollari guadagnò globalmente poco meno di 6 milioni di dollari.

## Distribuzione
Il film, distribuito dalla Paramount Pictures, è stato distribuito nelle sale statunitensi a partire dal 30 settembre del 1983.